# Michael Stuhlbarg
Michael Stuhlbarg (ur. 5 lipca 1968 w Long Beach) – amerykański aktor teatralny, filmowy i telewizyjny.

## Życiorys
Wychowywany w nurcie judaizmu reformowanego. Kształcił się w UCLA, szkole muzycznej Juilliard School, Litewskiej Akademii Muzyki i Teatru, British American Drama Academy oraz National Youth Theatre.
W 1993 zadebiutował na Broadwayu w spektaklu Saint Joan. Występował tam następnie w adaptacjach takich sztuk jak Three Men on a Horse, Tymon Ateńczyk, Rewizor, Taking Sides czy The Pillowman. Za rolę w tej ostatniej otrzymał nagrodę Drama Desk Award oraz nominację do Tony Award. Grał również wielokrotnie w produkcjach off-broadwayowskich, m.in. w Old Wicked Songs.
W 1998 zadebiutował jako aktor filmowy w serialu Walka o przetrwanie. Początkowo występował w niewielkich rolach epizodycznych w produkcjach kinowych i telewizyjnych. Rozpoznawalność przyniosła mu rola profesora Larry’ego Gopnika w Poważnym człowieku w reżyserii braci Joela i Ethana Coenów. Otrzymał za nią m.in. Satelitę dla najlepszego aktora oraz nominację do Złotego Globu.
W latach 2010–2013 wcielał się w postać gangstera Arnolda Rothsteina w Zakazanym imperium. Jako członek głównej obsady tego serialu dwukrotnie był wyróżniany Nagrodą Gildii Aktorów Ekranowych. Wystąpił również w takich filmach jak 7 psychopatów, Faceci w czerni III, Hitchcock, Lincoln, Blue Jasmine i Tamte dni, tamte noce. Zagrał informatyka Andy’ego Hertzfelda w dramacie biograficznym Steve Jobs oraz Edwarda G. Robinsona w produkcji biograficznej Trumbo. W 2017 wcielił się w jedną z głównych postaci trzeciego sezonu Fargo.

## Filmografia
Filmy
- 1998: A Price Above Rubies
- 2001: Szara strefa
- 2008: Afterschool
- 2008: W sieci kłamstw
- 2009: Cold Souls
- 2009: Poważny człowiek
- 2011: Hugo i jego wynalazek
- 2012: 7 psychopatów
- 2012: Faceci w czerni III
- 2012: Hitchcock
- 2012: Lincoln
- 2013: Blue Jasmine
- 2014: Miasteczko Cut Bank
- 2014: Pionek
- 2015: Steve Jobs
- 2015: Trumbo
- 2016: Doktor Strange
- 2017: Kształt wody
- 2017: Czwarta władza
- 2017: Tamte dni, tamte noce[1]

Seriale TV
- 1998: Walka o przetrwanie
- 2006: Prawo i porządek: Zbrodniczy zamiar
- 2006: Studio 60
- 2008: Prawo i porządek
- 2009: Brzydula Betty
- 2010: Zakazane imperium
- 2017: Fargo[1]
- 2021: Dopesick[10]